# Grote vos
De grote vos (Nymphalis polychloros) is een vlinder uit de onderfamilie Nymphalinae van de familie Nymphalidae, de vossen, parelmoervlinders en weerschijnvlinders. De wetenschappelijke naam van de soort werd, als Papilio polychloros, in 1758 door Carl Linnaeus gepubliceerd.

## Kenmerken
De voorvleugellengte is 27 tot 32 millimeter. De vlinder is door het stippenpatroon te onderscheiden van de kleine vos: één stip in het midden van de  vleugel, omgeven door 3 andere stippen die, als men ze met lijnstukken zou verbinden,  een min of meer  Y-vormige figuur  vormen met drie hoeken van circa 120 graden. Zie ook de  bovenste afbeelding, onderste gedeelte van de beide vleugels.

## Verspreiding en leefgebied
De vlinder komt voor in Centraal- en Zuid-Europa, Noord-Afrika en Centraal-Azië. In Nederland en België is de soort zeldzaam, ze is met name bekend uit het zuiden. De vlinder staat op de rode lijst als bedreigd. De vliegtijd loopt van maart tot en met augustus.

## Waardplanten
Waardplanten van de rupsen zijn verschillende soorten peer, Prunus, wilg en iep. Van deze bomen worden de bladeren aangevreten. Om die reden is de rups in het verleden vaak als zijnde schadelijk bestreden, ook met pesticiden.  Er vliegt één generatie per jaar. De vlinder overwintert als imago op een koele donkere plaats.
De vlinder zelf zuigt meestal geen vocht (nectar) uit bloemen, maar eerder harsachtig vocht uit boomstammen op. 

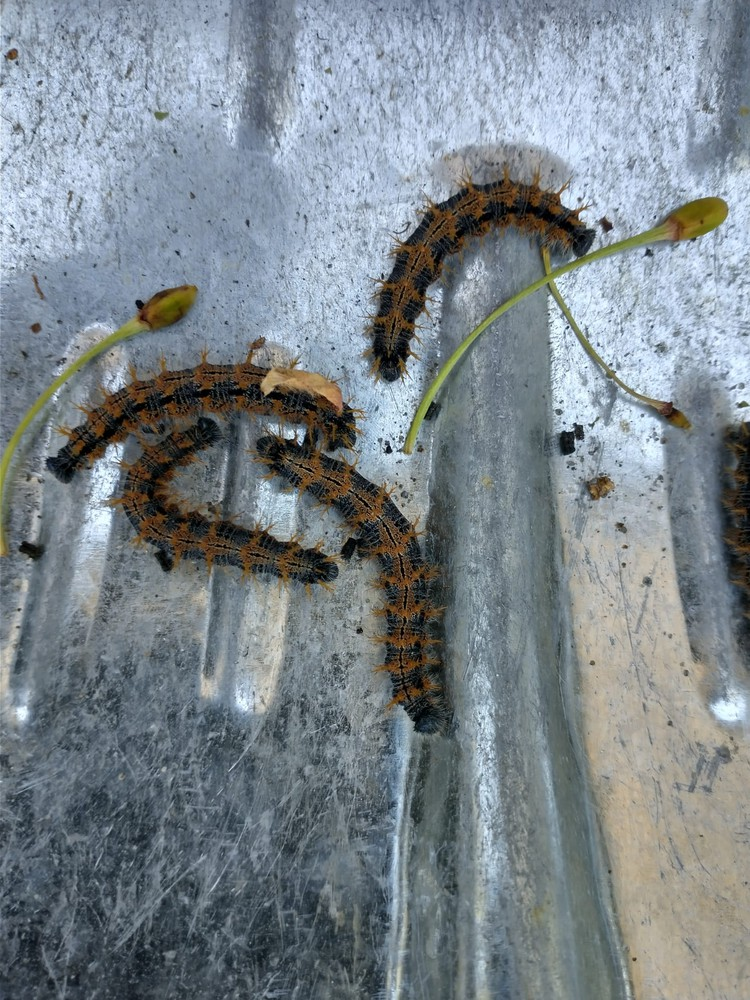
Rupsen van de grote vos

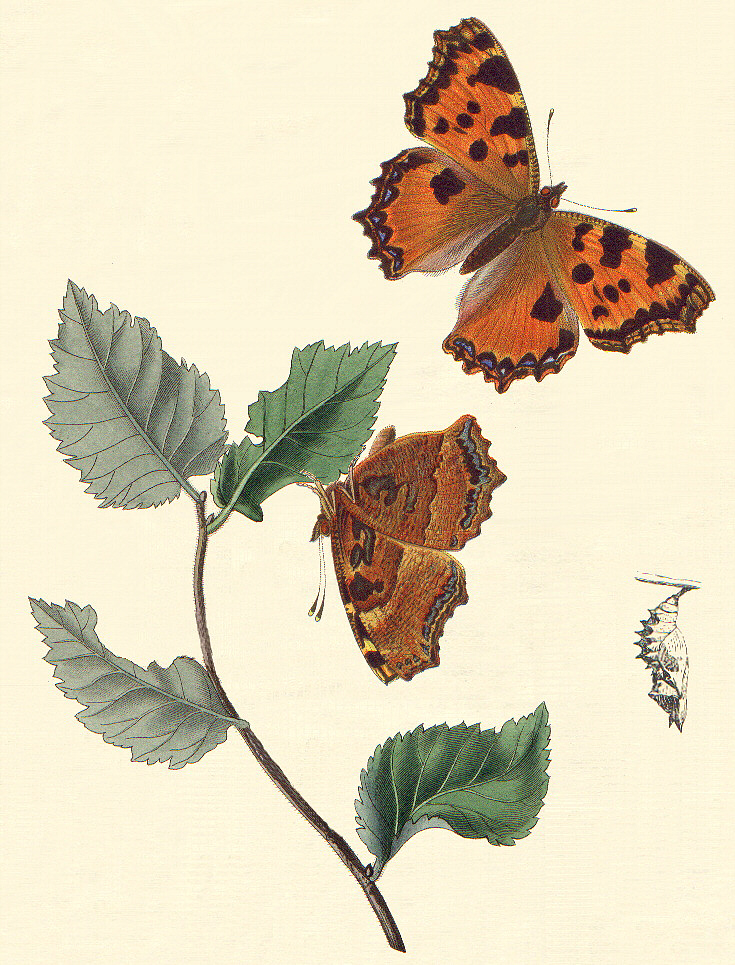
Afbeelding uit Hübner, 1805. Sammlung europaeicher Schmetterlinge